# Atarba-Ijusta
Atarba-Ijusta (en georgiano: ათარბა-იხუსთა; en abjasio: Атарба-Ихуста) es una aldea que pertenece a la parcialmente reconocida República de Abjasia, dentro del distrito de Ochamchire, aunque de iure es parte del municipio de Ochamchire de la República Autónoma de Abjasia de Georgia.

## Geografía
Atarba-Ijusta se encuentra en el margen derecho del río Toumish, a 31 km de Ochamchire. Las aldea se administra desde el pueblo de Atara.  